# Carlos Sastre
Carlos Sastre Candil (Leganés, 22 de Abril de 1975) é um ciclista profissional espanhol. Compete em ciclismo de estrada sendo especialista em escaladas e tem como ponto alto de sua carreira a vitória no Tour de France 2008.
No final de 2008 Sastre entra para a equipa Cervélo TestTeam onde ganha 2 etapas no Giro mas nunca conseguindo os éxitos de anos anteriores. Com o final da equipa Cervélo, Carlos Sastre muda-se para a Team Geox.
Ele vive em Ávila com a sua mulher, irmã do falecido ciclista José María Jiménez.

## Biografia

### Equipes
- 1997: ONCE
- 1998-2000: ONCE-Deutsche Bank
- 2001: ONCE-Eroski-Würth
- 2002: Team CSC-Tiscali
- 2003-2007: Team CSC
- 2008: Team CSC-Saxo Bank
- 2009: Cervélo TestTeam
- 2011: Geox Tmc